# Clavulinopsis spiralis
Clavulinopsis spiralis är en svampart som först beskrevs av Franz Wilhelm Junghuhn, och fick sitt nu gällande namn av Corner 1950. Clavulinopsis spiralis ingår i släktet Clavulinopsis och familjen fingersvampar.   Inga underarter finns listade i Catalogue of Life.